# Variantes do SARS-CoV-2
As Variantes do SARS-CoV-2 são um conjunto de versões diferentes do agente infeccioso SARS-CoV-2 do grupo taxonômico do Coronavírus.
Conforme o Centro de Controle e Prevenção de Doenças (CDC), dos Estados Unidos, não há um conceito consolidado na comunidade científica para definir ou distinguir "variante", "cepa" e "linhagem", sendo usados indistintamente também no contexto da pandemia de COVID-19.
Conforme o Instituto Butantan, do Brasil, a mutação predominante no mundo em abril de 2021 se chamava D614G. Essa mutação é comum às linhagens B.1.1.28 e B.1.1.33. Da primeira linhagem se originaram as variantes P.1 e P.2 (com detecção inicial associada à transmissão comunitária no Brasil), enquanto que a variante N.9 tem origem na segunda linhagem mencionada. Há ainda as linhagens B.1.1.7, B.1.351 e B.1.318 associadas a detecções iniciais da transmissão comunitária no Reino Unido, na África do Sul e Suíça respectivamente.
Devido à capacidade transmissão alta e adoecimento severo, B.1.1.7, B.1.351 e P.1 foram classificadas internacionalmente como variantes de preocupação, enquanto B.1.427 e B.1.429 (ambas com detecção inicial associada à transmissão comunitária nos Estados Unidos) eram variantes de interesse em meados de abril de 2021.
Para ser considerada importante para estudo, a variante deve ter alguma mudança que a deixe mais agressiva ou mais infecciosa, ou em um terceiro caso mais raro, resistente as vacinas. As variantes ocorrem devido às grandes taxas de reprodução assexuada do vírus, que possibilita que o material genético sofra mutações, seguindo os mecanismos evolutivos conhecidos.
De modo a organizar e subsidiar a nomeação, estudo e disseminação de informações sobre as variantes do SARS-CoV-2, a Organização Mundial da Saúde (OMC) organizou uma tabela de linhagens conforme interesse e preocupação, incluindo os nomes em letras gregas, a fim, também, de não estigmatizar o local onde algumas variantes foram identificadas.

## Variantes
A lista a seguir de variantes, conforme informado pela Organização Mundial da Saúde e o CDC estadunidense:

### Variantes de Preocupação (VOC)
Do inglês, variants of concern (VOC)

#### Alfa (B.1.1.7)
A variante B.1.1.7 foi uma variante identificada no Reino Unido em outubro de 2020.
A variante em questão apresenta um alto índice de transmissão e foi amplamente estudada principalmente na Europa onde a variante é mais encontrada. As boas notícias sobre esta variante é que ela é mais transmissível, porém nada que exceda o esperado, além de não ser mais letal e também não é resistente a vacinas.

#### Beta (B.1.351)
A variante B.1.351 foi uma variante identificada na África do Sul em dezembro de 2020.
A variante chamou a atenção quando foi observado que esta variante estava infectando cada vez mais jovens sem comorbidades (o que não era o padrão de transmissão do vírus) e estava causando danos mais graves a este grupo de pessoas. A variante não é resistente à vacinação.

#### Gama (P.1)
A variante de P.1, identificada no início do ano de 2021, foi diagnosticada pela primeira vez em Manaus durante sua crise sanitária.
A variante de Manaus é mais agressiva e mais infecciosa, como a variante Sul-africana.  Os casos desta variante, além de idosos, acomete jovens e pode causar um fenômeno de jovens saudáveis de 20 anos sendo entubados em 5 dias após a infecção, o que é considerado extremamente fora dos padrões. Um estudo feito pelo Instituto Butantã revelou que a variante não é resistente à vacinação, porém pode diminuir a eficiência das vacinas atuais, o que está sendo estudado.

#### Delta (B.1.617.2)
A variante B.1.617.2, conhecida como variante Delta surgiu na Índia, país que sofre com uma crise sanitária, é mais infecciosa e mais letal. Além disso, estudos recentes sugerem que o imunizante Covaxin criado na própria índia, não é eficiente contra esta variante. Outros imunizantes estão com testagem em curso e a OMS já confirmou que a variante está presente em pelo menos 17 países. O imunizante Covaxin não foi aprovado pela ANVISA para compra do Brasil⁣, pois foi considerado inseguro.

#### Variante Ómicron (B.1.1.529)
Na África do Sul, foi descoberto a linhagem B.1.1.529 e a OMS o nomeou "variante Ómicron", é a mais preocupante até o momento. Inicialmente ela seria chamada de Nu, mas a OMS pulou as duas letras do alfabeto grego por que a pronúncia de nu se assemelha a palavra "new" que quer dizer novo em inglês, já Xi, traz uma alusão ao presidente chinês Xi Jinping.

### Variantes de Interesse (VOI)
Do inglês, variants of interest (VOI)

#### Eta (B.1.525)
Variante identificada em dezembro de 2020, na Nigéria e nos Estados Unidos da América.

#### Iota (B.1.526)
Variante identificada em Nova Iorque, EUA, em novembro de 2020.

#### Kappa (B.1.617.1)
Variante identificada na Índia, em dezembro de 2020.

#### Lambda (Linhagem C.37)
Em dezembro de 2020 no Peru foi identificada uma variante de interesse nomeada de Variante lambda pela Organização Mundial da Saúde (OMS). 

#### Variante Mu (B.1.621)
Variante identificada na Colômbia em janeiro de 2021. No Brasil, dois casos foram confirmados em Cuiabá, Mato Grosso, em decorrência das movimentações da Copa América de 2021.

### Outras variantes

#### Variante não nomeada no Rio Grande do Sul, Brasil (P.X)
No início de julho de 2021, foi identificado uma variante do SARS-CoV-2 a partir de amostra de swab nasal provenientes da fronteira entre Rio Grande do Sul e Argentina e da Secretaria Municipal de Saúde de Porto Alegre. Especula-se que seja uma linhagem irmã da variante P.1, identificada em Manaus. O estudo das amostras está sendo conduzido pelo Laboratório de Microbiologia Molecular (LMM) da Universidade Feevale.

#### Variante B.1.318
Em abril de 2021, pesquisadores do Instituto Butantan identificaram no estado de São Paulo a presença da variante sueca B1.1.318 do novo coronavírus.

## Predominância
Em maio de 2023, a única variante detectada em sequências publicadas no GISAID era a ómicron, sendo essa e suas sub-variantes as únicas classificadas como de interesse ou monitoradas pela OMS em junho do mesmo ano. Segundo a OMS, pelo menos desde fevereiro de 2022 tal variante já representava mais de 98% das sequências genéticas coletadas e disponíveis publicamente.